# Malešovice
Malešovice (en allemand : Malspitz) est une commune du district de Brno-Campagne, dans la région de Moravie-du-Sud, en République tchèque. Sa population s'élevait à 706 habitants en 2020.

## Géographie
Malešovice se trouve à 9 km au sud-sud-ouest de Pohořelice, à 21 km au sud-sud-ouest de Brno et à 190 km au sud-est de Prague.
La commune est limitée par Kupařovice au nord-ouest et au nord, par Němčičky au nord-est, par Medlov à l'est, par Odrovice au sud, et par Loděnice à l'ouest.

## Histoire
La première mention écrite de la localité date de 1104.